# Circuito Internacional Moulay El Hassan
El Circuito Internacional Moulay El Hassan (también conocido como Circuito Callejero de Marrakech) es un circuito urbano situado en el distrito de Agdal, Marrakech, Marruecos.
El primer trazado fue diseñado por D3 Motorsport Developement que es la misma empresa que diseñó el Surfers Paradise Street Circuit en Australia. Con un longitud de 4,540 kilómetros, el trazado era simple, con una dos rectas, pero agregando chicanas para reducir la velocidad unidas por una curva de radio grande en un extremo y una estrecha horquilla en el otro. Groupe Menara estaba supervisando la construcción en Route de l'Ourika y por el Boulevard Mohammed. El paddock se había preparado junto a las murallas del Jardín Real con más de 2500 bloques de hormigón y paneles de impacto cerca de muchos restos se habían puesto en marcha para envolver la pista.
A partir de 2016, el circuito fue rediseñado por Tilke GmbH. Se recortó el trazado a una longitud a 3 kilómetros, con más variaciones en el estilo de las curvas.
La tercera ronda prevista de la Campeonato Mundial de Turismos 2009 se disputó en el circuito urbano el 3 de mayo. Fue la primera carrera automovilística internacional en Marruecos desde el Gran Premio de Marruecos en el Circuito de Ain-Diab en Casablanca el año 1958.
En el año 2010, el circuito albergó el Campeonato Mundial de Turismos y la Fórmula 2, habiendo un fuerte accidente en esta última, donde el coche de Ricardo Teixeira chocó la parte trasera del de Ivan Samarin, elevándose y golpeando fuertemente el asfalto en la caída. Ambos pudieron salir del monoplaza por sus propios medios.
De 2012 a 2014 albergó la Auto GP. Además se disputa el WTCC desde 2012 hasta la actualidad.
La Fórmula E visitó este circuito en 2016 para disputar el ePrix de Marrakesh.

## Ganadores

### Campeonato Mundial de Turismos

Trazado usado entre los años 2009-2015

| Año  | Carrera   | Piloto            | Marca     | R     |
| ---- | --------- | ----------------- | --------- | ----- |
| 2009 | Carrera 1 | Robert Huff       | Chevrolet | [ 1 ] |
| 2009 | Carrera 2 | Nicola Larini     | Chevrolet | [ 1 ] |
| 2010 | Carrera 1 | Gabriele Tarquini | SEAT      |       |
| 2010 | Carrera 2 | Andy Priaulx      | BMW       |       |
| 2012 | Carrera 1 | Alain Menu        | Chevrolet |       |
| 2012 | Carrera 2 | Yvan Muller       | Chevrolet |       |
| 2013 | Carrera 1 | Michel Nykjær     | Chevrolet |       |
| 2013 | Carrera 2 | Pepe Oriola       | SEAT      | [ 1 ] |
| 2014 | Carrera 1 | José María López  | Citroën   | [ 3 ] |
| 2014 | Carrera 2 | Sébastien Loeb    | Citroën   | [ 3 ] |
| 2015 | Carrera 1 | José María López  | Citroën   | [ 4 ] |
| 2015 | Carrera 2 | Yvan Muller       | Citroën   |       |
| 2016 | Carrera 1 | Tom Coronel       | Chevrolet | [ 5 ] |
| 2016 | Carrera 2 | José María López  | Citroën   |       |
| 2017 | Carrera 1 | Esteban Guerrieri | Chevrolet | [ 6 ] |
| 2017 | Carrera 2 | Tiago Monteiro    | Honda     | [ 6 ] |

### Auto GP
| Año  | Carrera   | Piloto              | R      |
| ---- | --------- | ------------------- | ------ |
| 2012 | Carrera 1 | Sergio Campana      | [ 7 ]  |
| 2012 | Carrera 2 | Chris van der Drift | [ 8 ]  |
| 2013 | Carrera 1 | Sergio Campana      | [ 9 ]  |
| 2013 | Carrera 2 | Luciano Bacheta     | [ 10 ] |
| 2014 | Carrera 1 | Kimiya Sato         | [ 11 ] |
| 2014 | Carrera 2 | Markus Pommer       | [ 12 ] |

### Campeonato de Fórmula Dos de la FIA
| Año  | Carrera   | Ganador       | R      |
| ---- | --------- | ------------- | ------ |
| 2010 | Carrera 1 | Dean Stoneman | [ 13 ] |
| 2010 | Carrera 2 | Philipp Eng   | [ 14 ] |